# Arboridia soror
Arboridia soror är en insektsart som beskrevs av Irena Dworakowska 1977. Arboridia soror ingår i släktet Arboridia och familjen dvärgstritar. Inga underarter finns listade i Catalogue of Life.